# Hartford (Dakota del Sud)
Hartford è un comune (city) degli Stati Uniti d'America della contea di Minnehaha nello Stato del Dakota del Sud. La popolazione era di 2.534 abitanti al censimento del 2010. Un sobborgo di Sioux Falls, Hartford si trova a poche miglia a nord-ovest della città.

## Geografia fisica
Secondo lo United States Census Bureau, la città ha una superficie totale di 5,88 km², dei quali 5,87 km² di territorio e 0 km² di acque interne (0,04% del totale).

## Storia
Hartford prese questo nome nel 1880 dall'omonima città nel Connecticut. Un nome variante iniziale era Oaksville. Un ufficio postale è in attività a Hartford dal 1880. Hartford fu incorporata nel 1896.

## Società

### Evoluzione demografica
Secondo il censimento del 2010, la popolazione era di 2.534 abitanti.

### Etnie e minoranze straniere
Secondo il censimento del 2010, la composizione etnica della città era formata dal 96,49% di bianchi, lo 0,59% di afroamericani, l'1,18% di nativi americani, lo 0,24% di asiatici, lo 0% di oceanici, lo 0,08% di altre razze, e l'1,42% di due o più etnie. Ispanici o latinos di qualunque razza erano lo 0,55% della popolazione.